# Триптолем
Триптолем в древногръцката митология е син на елевзинския цар Келей, герой, на когото Деметра подарила златна колесница с крилати дракони и му дала семена от пшеница. По заповед на Деметра той обходил цялата земя и научил хората да засяват земята. Понякога Триптолем срещал съпротива (както се случвало когато богове и герои въвеждали нови култове, обичаи или закони). Заради своята праведност, след смъртта си заедно с Минос, Радамант и Еак участвал в съда на мъртвите.
Докато Деметра се скитала, приела образа на стара жена, търсейки своята отвлечена от Хадес дъщеря Персефона, била посрещната много гостоприемно от цар Келей. Като отплата за гостоприемството му, Деметра решила да направи единия му син – Демофонт – безсмъртен. Мажела го с амброзия, а вечер го слагала в силно загрята пещ. Така и не успяла да го направи безсмъртен, защото една вечер майка му – Метанейра го видяла положен в пещта и много се изплашила. Деметра научила другия син на Келей – Триптолем на изкуството на земеделието и после по нейна заръка той научил цяла Гърция как да сее и жъне зърното. Триптолем отишъл чак при цар Линх – владетеля на Скития да го научи на земеделие. Линх решил да убие Триптолем. Деметра се намесила и когато царят се промъкнал през нощта, за да убие госта си, го превърнала в рис.
В Омировия химн за Деметра, Триптолем е един от първите жреци на Деметра и един от първите, запознат с тайните ритуали и Елевзинските мистерии. Диокъл, Евмолп, Келей и Поликсен били другите първи жреци.
Триптолем е изобразяван като млад мъж с диадема на косата, обикновено седнал в летяща колесница, украсена със змии. Неговите атрибути са съд с жито, понакога житни класове и скиптър.